# Рівняння Гамільтона — Якобі
Рівня́ння Гамільто́на — Я́кобі — рівняння у часткових похідних, яке повністю визначає еволюцію гамільтонової системи класичної механіки.
Рівняння формулюється так:
{\displaystyle {\frac {\partial S}{\partial t}}+{\mathcal {H}}\left(q_{i},{\frac {\partial S}{\partial q_{i}}},t\right)=0}.
Тут {\displaystyle {\mathcal {H}}(q_{i},p_{i},t)} — функція Гамільтона для системи із узагальненими координатами {\displaystyle q_{i}} і узагальненими імпульсами {\displaystyle p_{i}}, де {\displaystyle i} пробігає значення від одиниці до кількості ступенів свободи гамільтонової системи {\displaystyle n}.

## Визначення еволюції узагальнених координат та імпульсів
{\displaystyle S} — це функція узагальнених координат {\displaystyle q_{i}} і часу, яка має розмірність дії.
Рівняння Гамільтона — Якобі це рівняння в часткових похідних першого порядку відносно функції {\displaystyle S}. Його розв'язок залежить від {\displaystyle f} параметрів інтегрування, які можна позначити {\displaystyle Q_{i}}. Запишемо цей розв'язок у вигляді
{\displaystyle S(t,q_{i},Q_{i})}. Тоді еволюція узагальнених змінних системи визначається з розв'язку такої системи алгебраїчних рівнянь:
{\displaystyle p_{i}={\frac {\partial S(t,q_{i},Q_{i})}{\partial q_{i}}}}
{\displaystyle P_{i}=-{\frac {\partial S(t,q_{i},Q_{i})}{\partial Q_{i}}}}
де {\displaystyle P_{i}} — це ще {\displaystyle n} нових параметрів інтегрування.

## Теорія відносності
Для вільної частинки в теорії відносності рівняння Гамільтона — Якобі має вигляд:
{\displaystyle {\frac {1}{c^{2}}}\left({\frac {\partial S}{\partial t}}\right)^{2}-\left({\frac {\partial S}{\partial x}}\right)^{2}-\left({\frac {\partial S}{\partial y}}\right)^{2}-\left({\frac {\partial S}{\partial z}}\right)^{2}=m^{2}c^{2}},
де с — швидкість світла в порожнечі

## Загальна теорія відносності
У рамках загальної теорії відносності в рівнянні Гамільтона — Якобі враховується загальний вираз для метрики простору-часу і рівняння набирає вигляду
{\displaystyle g^{ij}{\frac {\partial S}{\partial x^{i}}}{\frac {\partial S}{\partial x^{j}}}+m^{2}c^{2}=0}.
Метрика простору-часу {\displaystyle g_{ij}} визначається в загальному випадку також гравітаційними полями, тож це рівняння справедливе не лише для вільної частинки, а й для частинки в гравітаційному полі.

## Значення
Рівняння Гамільтона — Якобі загалом інтегрувати складніше, ніж вихідні рівняння гамільтонової механіки, проте воно є зручним засобом для побудови наближень.
Загальний вигляд рівняння Гамільтона — Якобі нагадує квантовомеханічне рівняння Шредінгера. Доведено, що для макроскопічних
тіл рівняння Шредінгера зводиться до класичного рівняння Гамільтона — Якобі (дивіться Квазікласичне наближення).